# Драгачево
Драгачево је област у западној Србији оивичена планинама Овчар, Јелица, Чемерно, Троглав и Голубац. Област заузима површину од 661 km², а највећи део области (454 km²) припада општини Лучани. Остатак припада општинама Чачак, Краљево, Ивањица, Ариље и Пожега.
Кроз Драгачево протичу реке Бјелица, Моравица и Западна Морава.